# 산본기정 (아오모리현)
산본기정(三本木町)은 아오모리현 가미키타군에 설치되었던 정이다. 현재의 도와다시 중심부에 해당한다.

## 연혁
- 1889년 4월 1일 - 정촌제 시행에 의해 가미키타군 산폰기촌, 아카누마촌, 기리타촌과 합병해, 산본기촌이 성립하였다.
- 1910년 9월 1일 - 정제 시행해 산폰기정이 되었다.
- 1955년 2월 1일 - 가미키타군 오후카나이촌, 후지사카촌과 합병해, 시제 시행해 산본기시가 되어 소멸하였다.